# Membranoppia patagonica
Membranoppia patagonica är en kvalsterart som först beskrevs av Sandór Mahunka 1980.  Membranoppia patagonica ingår i släktet Membranoppia och familjen Oppiidae. Inga underarter finns listade i Catalogue of Life.